# Марцинкевич Максим Сергійович
Макси́м Марцинке́вич, на прізвисько Теса́к, (8 травня 1984 , Москва  — 16 вересня 2020 , Челябінськ ) — російський громадський діяч, ідеолог неонацизму, відеоблогер, також відомий як співзасновник та ідейний натхненник неформального міжнародного громадського руху «Реструкт», що діяв на пострадянському просторі. 
Уперше Марцинкевич здобув популярність як НС-скінхед і лідер міжрегіонального відділення націонал-соціалістичної молодіжної організації «Формат 18», яку називають «озброєним крилом» Націонал-соціалістичного товариства. Одним із проєктів Марцинкевича був «Окупай педофіляй», метою якого була боротьба з педофілією, а також поширення неонацистських поглядів серед молодіжного середовища. Тесака критикували за расизм, насильницький підхід і націленість проти геїв. Одного разу його дії призвели до ув'язнення високопоставленого чиновника російської судової системи. 
Марцинкевич був засуджений до трьох термінів ув'язнення за розпалювання етнічної ворожнечі. Вперше Тесак звинуватили у 2007 році після того, як у книжковому клубі в Москві під час дебатів був здійснений викрик «Зіґ Хайль!». У 2009 році він був засуджений до трьох років за створення відео з расистським вмістом. Спогади Марцинкевича про цей час перебування у в'язниці викладені в його книзі «Реструкт». Восени 2013 року Тесаку знову висунули звинувачення за випуск нових відео з розпалюванням ворожнечі. У результаті, 15 серпня 2014 року він був засуджений до п'яти років позбавлення волі. 11 листопада 2014 року суд скоротив термін ув'язнення до двох років і 10 місяців.
27 червня 2017 року засудив Марцинкевича до десяти років виправно-трудової колонії суворого режиму за участь у нападах на наркоторговців. Під час його четвертого тюремного терміну, у 2020 році, було розпочато розслідування щодо його причетності до вбивств на ґрунті ненависті. Згодом, за офіційними даними, 16 вересня 2020 року, Марцинкевич заподіяв собі смерть, однак більшість його знайомих (і не тільки) заявили, що це було зумисне вбивство.

## Особисте життя
За життя Марцинкевич вказував, що має російське, польське, литовське та білоруське походження. Його батьки - Сергій Євгенович Марцинкевич і Вікторія Леонідівна Марцинкевич. Як зазначено в автобіографії, його мати не поділяла екстремістських поглядів сина, тоді як батько підтримував його. В інтерв'ю у вересні 2012 року Марцинкевич сказав, що він не був одружений і не мав дітей. Згідно з повідомленням в Meduza, передсмертна записка була знайдена після того, як Марцинкевич був знайдений мертвим у своїй тюремній камері. Повідомлялося, що записка містила прохання до чиновників передати приватний щоденник та політичні нариси дружині Марцинкевича в Єкатеринбурзі.
Марцинкевич призивався до російської армії, хоча він стверджував, що був звільнений через кілька днів після психіатричної експертизи, викликаної тим, що він побив однополчанина азербайджанського походження. Прізвисько Тесак було пов'язане з його інтересом до ножів. Він закінчив середнє професійно-технічне училище архітектури й навчався у Російському державному соціальному університеті, звідки був виключений через ув'язнення не закінчивши навчання. Марцинкевич розповів, що працював інженером протягом трьох з половиною років. Він продавав свої відеоролики, а також музику, через свої вебсайти. Пізніше він так само намагався продавати свою книгу «Реструкт». Він також продавав рекламу у своїх відеороликах і намагався організувати фінансову піраміду під назвою «Тесак Мані». 

## Формат 18
Тесак був членом скінхедівського угруповання «Русское назначение», очолюваного Семеном Токмаковим. Марцинкевич також був членом Народної національної партії до 2003 року. У 2005 році він створив скінхедівську організацію «Формат 18». Число 18 є кодом у якому зашифровані ініціали «Адольф Гітлер», оскільки буква A є першою в латинському алфавіті, а H - восьмою. Члени «Формату 18» били азійських трудових мігрантів і безхатченків, знімали напади на камеру і викладали відео в Інтернет. Також Марцинкевич знімав відео, що пропагують ненависть до чорношкірих та антифашистів. Журнал «Русский репортер» опублікував матеріал про одне з таких відео, в якому «Марцинкевич шокує громадськість своїм відео страти... таджицького наркоторговця... повішеного і розчленованого людьми, одягненими як члени Ку-Клукс-Клану ... незабаром з'ясувалося, що це була інсценізація, а плоть розчленованого полоненого виявилася яловичиною». Марцинкевич та інші члени «Формату 18» також з'явилися на британському телешоу Росса Кемпа «(Ross Kemp on Gangs): Російські неонацисти», а також у програмі «З Росії з ненавистю» на телеканалі Current TV.
Організація підтримувала вебсайт, який був заборонений у 2007 році після скарги одного з авторів антифашистського сайту. Деякі прихильники «Формату 18» також завантажували власні відео з приниженнями та фізичним насильством. Найбільш відомим відео такого роду є «розстріл таджика і дагестанця», опублікований у серпні 2007 року, коли Марцинкевич вже перебував у в'язниці. Слідчий комітет Росії зробив заяву, в якій вказав, що страти, показані на відео, були підтверджені як реальні.
У вересні 2010 року «Формат 18» був заборонений за екстремізм рішенням російського суду.

### Росія 88
Дії неонацистської організації «Формату 18» надихнули російського режисера Павла Бардіна на створення драми «Росія 88» (2009). Фільм розповідає про банду скінхедів, які розважаються тим, що знімають на відео побиття людей неслов'янської зовнішності, щоб потім викласти їх в Інтернет.

## Перша судимість
28 січня 2007 року Марцинкевич і його друзі відвідали книжковий клуб «Білінгва» в Москві. У той час він використовувався як майданчик для політичних дебатів за участю журналістів Юлії Латиніної та Максима Кононенка. Тесак запитав, чи згодні вони з тим, що для того, щоб Росія стала кращою, потрібно вбити кожного демократа, потім вигукнув «Зіг!» і підняв руку в нацистському вітанні, після чого його друзі закричали «Хайль!». Крики продовжувалися ще кілька хвилин, а деякі присутні жінки вигукували у відповідь «Фашизм не пройде!». Кононенко запропонував їм викликати поліцію, оскільки виконання нацистських привітань у громадських місцях в Росії заборонено. Поліцію не викликали. Зрештою, ведучий дебатів Олексій Навальний подав заяву до російської прокуратури.
2 липня 2007 року близько 10 членів російського антиекстремістського спецпідрозділу заарештували Марцинкевича у спортзалі, куди він навідувався на фізичні тренування. 18 лютого 2008 року Тесак був засуджений до трьох років позбавлення волі за розпалювання національної або расової ворожнечі (стаття 282 в Росії). Російська газета «Новая газета» опублікувала авторську статтю, в якій стверджувалося, що слідство проігнорувало найгірші випадки злочинної діяльності цього неонациста, що призвело до м'якого покарання.

## Друга судимість
У 2006 році 20 осіб, одягнених як члени Ку-клукс-клану, інсценували страту таджицького наркоторговця, знявши її на відео і виклавши в Інтернет. Організаторами перформансу були Марцинкевич і Артем Зуєв. Зуєв також озвучив відео.
За ці дії 16 січня 2009 року Тесак був звинувачений у розпалюванні міжнаціональної ворожнечі і засуджений до трьох років позбавлення волі. Суд взяв до уваги хорошу поведінку ув'язненого і скоригував вирок до трьох з половиною років ув'язнення, рахуючи з першого вироку. Артем Зуєв отримав умовний термін ув'язнення на три роки.
Марцинкевич вийшов на свободу 31 грудня 2010 року. Через півроку він спробував приєднатися до Координаційної ради опозиції Росії (рос. Координационный совет российской оппозиции) і був зареєстрований кандидатом на виборах, але згодом був дискваліфікований за свої неонацистські погляди і відсутність опозиційності до російського уряду, причому останнє частково пов'язано з тим, що його реєстраційний внесок був сплачений членом проурядового молодіжного руху «Наші».

## «Окупай-педофіляй»
|                                                          | Це шоу. Я не намагаюся посадити людину, я намагаюся повністю зламати життя людині. Може, хтось побачить і напише заяву - з тих, хто з ним вже знайомий. Оригінальний текст (рос.) Это шоу. Я не пытаюсь посадить человека, я пытаюсь полностью сломать жизнь человеку. Может, кто-то увидит и напишет заявление — из тех, кто с ним уже знаком. |
| — Максим Марцинкевич про відеоролики «Оккупай-педофіляй» | |

Після виходу з колонії Марцинкевич організував рух «Окупай-педофіляй», що займається побиттям і приниженням людей, яких члени руху вважають педофілами. Своїх жертв учасники руху шукають через інтернет і знайомляться з ними від імені неповнолітніх. Всі знущання, включно з улюбленим способом розправи Марцинкевича над «підозрюваними» — поливання сечею, знімаються на відеокамеру, а потім відеоролики розміщуються в Інтернеті..
У вересні 2013 року увагу телебачення і друкованої преси привернула організована Марцинкевичем акція у квартирі на Бауманській вулиці, унаслідок якої був заарештований колишній заступник голови Управління Федеральної служби судових приставів Московської області Андрій Камінов, якому пред'явлено звинувачення в розпусних діях сексуального характеру стосовно неповнолітнього.
Сам Марцинкевич називав «Окупай-педофіляй» «соціальним проєктом, спрямованим на пропаганду націонал-соціалізму та виявлення сутності ліберальних поглядів і привернення уваги суспільства до цієї проблеми». Щоб взяти участь у «полюванні на педофілів», яке учасники називали «сафарі», необхідно було заплатити певну суму грошей Марцинкевичу.

## Третя судимість
Нове кримінальне провадження проти Тесака було висунуто восени 2013 року. Рятуючись від переслідування, Марцинкевич виїхав на Кубу через Білорусь.
У грудні 2013 року він був заочно засуджений за екстремізм на підставі рішення суду в Москві. Причиною стала публікація трьох відеороликів на YouTube за участю Тесака. Два з них були його рецензіями на російські фільми «Сталінград» і «Околофутбол» з расистськими висловлюваннями, а третє відео містило критику всіх кандидатів на виборах мера Москви і пропонувало вигнати іммігрантів як засіб покращення міста. Також розслідувалися відео, пов'язані з рухом «Окупай педофіляй». Марцинкевич заявив, що обвинувальний висновок був підготовлений на замовлення «педолобі», яке прагне помсти, згадавши чиновника Андрія Камінова, якого він спіймав під час побачення з неповнолітнім, організованого Максимом.
Тесак був заарештований на Кубі 17 січня 2014 року. 27 січня 2014 року на нього наділи наручники і депортували з Гавани до Москви за перевищення терміну перебування, після чого він був заарештований російською владою. 29 січня Марцинкевичу було пред'явлено звинувачення.
Московський суд почав слухання справи 30 липня 2014 року. Марцинкевича звинуватили в розпалюванні національної ворожнечі з погрозою застосування насильства (ч. 2 ст. 282 Кримінального кодексу Росії). Звинувачення стверджувало, що підсудний продемонстрував на своїй особистій сторінці в соціальній мережі Вконтакте три відеоролики екстремістського змісту з психологічними погрозами на адресу Марцинкевича. Суд погодився і 15 серпня 2014 року засудив Марцинкевича до п'яти років позбавлення волі в колонії суворого режиму. 11 листопада 2014 року адвокати ув'язненого подали апеляцію на це рішення, і суд скоротив термін до двох років і десяти місяців.

## Четверта судимість
18 березня 2015 року стало відомо, що Марцинкевичу висунули звинувачення у розбої та хуліганстві. Його адвокат заявив, що звинувачення були пов'язані з діяльністю проти наркоторговців. Справа слухалася в районному суді у листопаді 2016 року, де Марцинкевич не визнав себе винним. Прокурор просив для нього 11 років і 6 місяців ув'язнення у виправно-трудовій колонії суворого режиму. Тесака визнали винним у нападах, один з яких призвів до смерті, і 27 червня 2017 року суддя Олександр Глухов засудив Марцинкевича до 10 років колонії суворого режиму, починаючи з 27 січня 2014 року. Ще один нападник отримав 10 років, інші - від 3 до 5 років.
21 травня 2018 року стало відомо, що Московський міський суд скасував вирок від 27 червня 2017 року і призначив новий розгляд справи, залишивши Марцинкевича під вартою. У грудні 2018 року Бабушкінський районний суд знову засудив Марцинкевича до 10 років колонії суворого режиму. Марцинкевич подав апеляцію. Він відбував покарання в колонії «Матроська тиша».

## Інші юридичні проблеми
У лютому 2013 року Тесак перебував у Мінську, Білорусь, щоб зробити лазерну корекцію зору. Під час візиту він вступив у бійку з групою антифашистських футбольних фанатів ФК "Партизан". Його товариш, неонацист Сергій Коротких (на прізвисько Малюта), вдарив одного з них ножем, в результаті чого Марцинкевич був заарештований міліцією за підозрою в хуліганстві. Незабаром він був звільнений без пред'явлення звинувачень.
Один з адвокатів Марцинкевича зробив публічну заяву в жовтні 2014 року, повідомивши, що його підзахисному нещодавно висунули звинувачення в хуліганстві за те, що він відрізав чоловікові волосся.
У листопаді 2014 року Тесак був звинувачений у розпалюванні міжнаціональної ворожнечі за написання і публікацію своєї книги «Реструкт», яка була класифікована як екстремістська.

## Звинувачення у вбивствах
Розслідування вищезгаданого вбивства таджика і дагестанця поступово привело до Максима Марцинкевича, який на той час (2020 рік) відбував четвертий термін ув'язнення. Співучасники злочину вказали на нього, його допитували і, ймовірно, катували. Він зізнався в участі в серії вбивств, мотивованих расистською ідеологією. За версією слідства, жертвами стали кілька чоловіків неслов'янської зовнішності (переважно робітники-мігранти з Центральної Азії) і російська повія. Марцинкевич дав свідчення проти інших учасників вбивств і привів слідство до деяких тіл жертв. Зрештою, незважаючи на всі зізнання, зроблені Марцинкевичем та іншими, розслідування проти нього було закрито на початку 2023 року на прохання його батька у зв'язку зі смертю підозрюваного.

## Смерть
16 вересня 2020 року Марцинкевич був знайдений мертвим зі слідами тортур у слідчому ізоляторі в Челябінській області, як повідомляється, після того, як наклав на себе руки. Слідчі розпочали попереднє розслідування його смерті, зважаючи на те, що камери відеоспостереження біля його камери не працювали в ніч його смерті. Він мав їхати до Москви на допит у кримінальній справі, порушеній у 1999 році. Йому було 36 років. Похорон Марцинкевича на Кунцевському кладовищі в Москві відвідали від двох до 4,5 тисяч осіб. Офіційне пояснення його смерті як самогубства оскаржив його адвокат Матвій Дзен, а також численні коментатори, як дружні, так і ворожі до покійного.

## Спадщина
Хоча сам Тесак бажав щоби його рух не асоціювався з політикою, однак вихідці з Реструкта, такі як Роман Железнов, Коротких Сергій та інші, вступили в Азов та брали участь у російсько-українській війні у 2014 році. Крім того, у РДК перебувають багато вихідців з Реструкту та людей, які захоплювалися ідеями Тесака. 

### Проєкти
- Окупай-педофіляй
- Format18

Особи
- Коротких Сергій Аркадійович
- Дьомушкін Дмитро Миколайович
- Олександр Анатолійович Бєлов[ru]